# Square de La Tour-Maubourg
Square de La Tour-Maubourg är en återvändsgata i Quartier du Gros-Caillou i Paris sjunde arrondissement. Gatan är uppkallad efter den franske generalen Victor de Faÿ de La Tour-Maubourg (1768–1850). Square de La Tour-Maubourg börjar vid Rue de Grenelle 143.

## Omgivningar
- Saint-Louis-des-Invalides
- Saint-Pierre-du-Gros-Caillou
- Place Salvador-Allende

## Bilder
| - Gatuskylt. - Saint-Louis-des-Invalides. - Saint-Pierre-du-Gros-Caillou. - Place Salvador-Allende. |

## Kommunikationer
- Tunnelbana – linje  – La Tour-Maubourg
- Busshållplats Invalides – La Tour-Maubourg – Paris bussnät

### Webbkällor
- ”Square de La Tour-Maubourg”. Mairie de Paris. https://web.archive.org/web/20160303173336/http://www.v2asp.paris.fr/commun/v2asp/v2/nomenclature_voies/Voieactu/5307.nom.htm. Läst 31 oktober 2023.
- ”Square de La Tour-Maubourg (7ème arrondissement)”. Les rues de Paris. https://web.archive.org/web/20160409081954/http://www.parisrues.com/rues07/paris-07-square-de-la-tour-maubourg.html. Läst 31 oktober 2023.